# 19. sydlige breddekreds
Den 19. sydlige breddekreds (eller 19 grader sydlig bredde) er en breddekreds, der ligger 19 grader syd for ækvator. Den løber gennem Atlanterhavet, Afrika, det Indiske Ocean, Australasien, Stillehavet og Sydamerika.